# 比尔施泰因
比尔施泰因是德国黑森州的一个市镇。总面积86.63平方公里，总人口6209人，其中男性3091人，女性3118人（2011年12月31日），人口密度72人/平方公里。